# 畢亨 (成化進士)
畢亨（1449年—1515年），字嘉会，山東新城縣人，明朝政治人物。

## 生平
早年出身縣學生，中式成化十年甲午科山東鄉試第二名举人。成化十一年（1475年）登乙未科二甲第六十八名進士。授吏部主事，历官吏部郎中，弘治四年（1491年）九月升順天府丞，七年五月因杖打死人，降一级调外任，贬两淮都转运盐使司同知，九年二月升本司运使，十三年九月升湖广布政司右参政，十五年六月升浙江右布政使，十七年正月升陕西左布政使，五月升都察院右副都御史巡抚甘肃，正德元年（1506年）五月以父母去世，乞如例祭葬许。三年八月起升南京工部右侍郎，十月因河南旱灾，兼右佥都御史代替韓福整理湖广粮储，并赈河南汝南等处，四年六月接替俞俊任工部左侍郎，十二月升工部尚书，五年九月改任南京工部尚書，劉瑾被诛杀時，畢亨惊叹于座，遂为言者所论劾，以附劉瑾被罷免，正德十年卒于家。

## 家族
曾祖畢二。祖父畢鐸。父亲畢理，教諭。子畢昭。